# Езана
Езана е цар на Аксум. Той приема християнството, предприема завоевателни походи в царство Мерое, което окупира. Богатото на желязо мероитско царство спомага допълнително за подема на Аксум. Втората завоевателна политика на цар Езана е било царство Химярит на южно арабския полуостров. Чрез главното си пистанище Адулис търгува с Римската империя, Индия и дори с Китай. Адулис е главна отправна точка за завоевателната политика на цар Езана. Културният живот е в подем.